# La Capelle-Bleys
La Capelle-Bleys – miejscowość i gmina we Francji, w regionie Oksytania, w departamencie Aveyron. W 2013 roku jej populacja wynosiła 391 mieszkańców. 